# Formiga-faraó

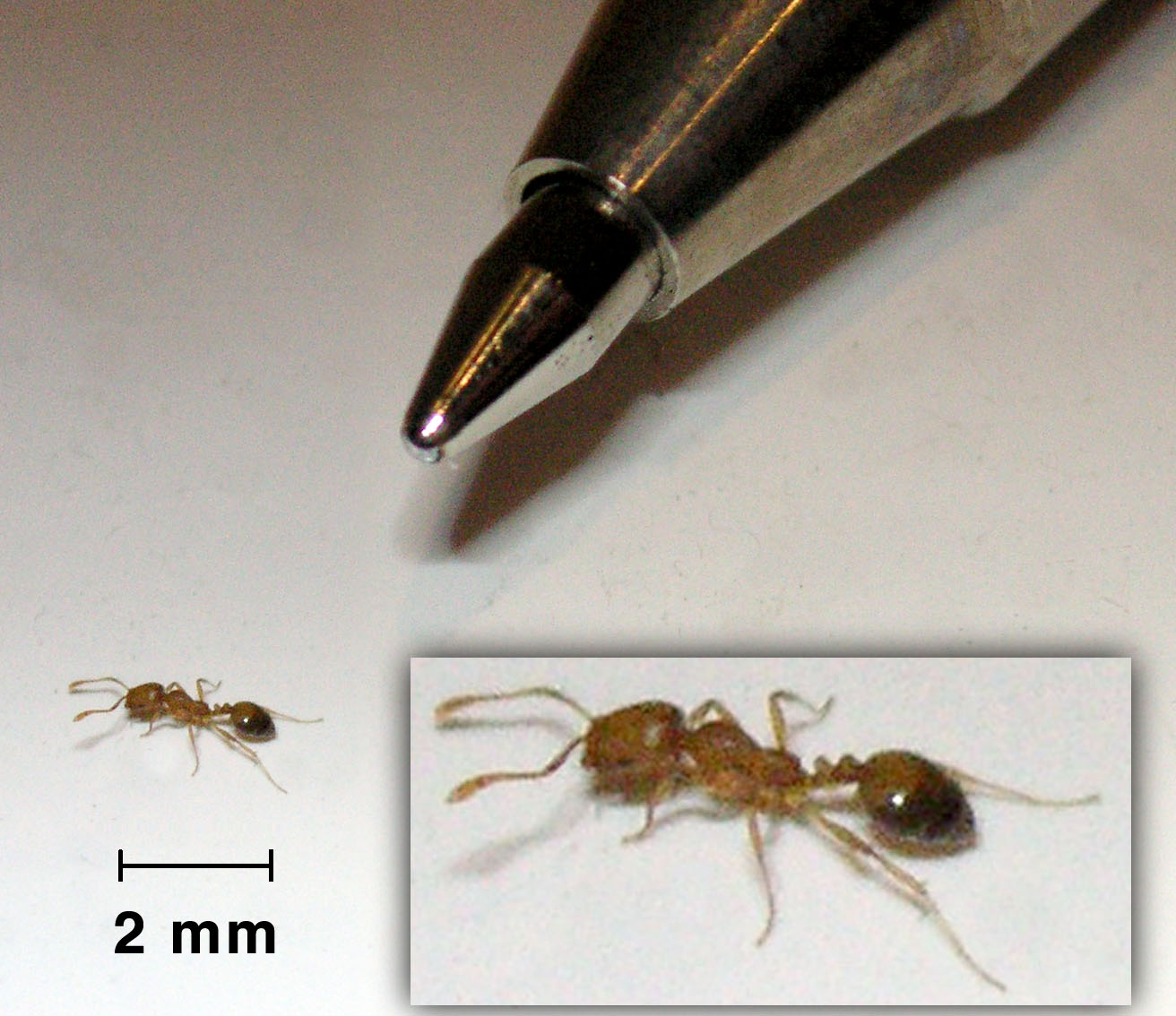

A formiga-faraó (Monomorium pharaonis), também conhecida como formiga-do-açúcar, é uma formiga pequena (2 mm) de cor amarela ou marrom claro, quase transparente, sendo uma notória praga urbana, principalmente em hospitais. A origem desta formiga é incerta, embora as alternativas mais aceitas incluam a África Ocidental e Indonésia. A formiga-faraó foi introduzida em praticamente todas as áreas do mundo, incluindo Europa, Américas, Oceania e Sudeste Asiático. Formigas-faraó são uma espécie tropical, mas elas crescem em edifícios ou em qualquer outro lugar, mesmo em regiões de clima temperado, desde que o aquecimento central esteja presente.

## Comportamento da colônia
A formiga-faraó é polígínica, ou seja, suas colônias podem conter muitas rainhas (até 200). Uma colônia individual normalmente contém de 1000 a 2500 trabalhadores, mas uma elevada densidade de ninhos dá a impressão de colônias maciças. As colônias não têm o reconhecimento dos companheiros de ninho e, portanto, não há hostilidade entre colônias vizinhas, o que é conhecido como une-colônia.
Elas produzem indivíduos sexualmente reprodutivos cerca de duas vezes por ano em colônias estabelecidas, mas nas colônias laboratoriais podem ser manipulados para produzir sexualmente em qualquer época do ano.
As colônias proliferam por brotamento, onde um subconjunto da colônia, incluindo rainhas, operárias e crias (ovos, larvas e pupas) deixam a colônia principal para um sítio de nidificação alternativo. Brotamento é um importante fator subjacente à invasão de formigas-faraó. Uma única colônia pode encher um grande bloco de um escritório, quase à exclusão de todas as outras pragas de insetos, em menos de seis meses.
Eliminação e controle se tornam difíceis porque várias colônias também podem se consolidar em colônias menores e "a tempestade" de um programa de atrair apenas para repovoar quando for retirado. Formigas-faraó são um grande risco em hospitais, onde seu pequeno tamanho significa que elas podem acessar as feridas, gotejadores e instrumentação, causando a propagação da infecção hospitalar e de interferência elétrica.
Formigas-faraó tornaram-se uma séria praga em hospitais, casas de repouso, casas de apartamentos, hotéis, supermercados, estabelecimentos alimentares e outros edifícios. Alimentam-se de uma grande variedade de alimentos, incluindo geleias, mel, gordura, manteiga de amendoim, xarope de milho, sucos de frutas, assados, refrigerantes, insetos mortos e até polidor de sapato. Eles também podem roer buracos em seda, raiom e produtos de borracha.

## Identificação
Formigas operárias medem de 1,5 a 2,0 milímetros de comprimento. Elas são amarelas ou marrom avermelhadas na cor com um abdômen mais escuro (porção posterior do corpo). Há um ferrão. A cintura (pecíolo, região entre o tórax e abdômen) tem dois nós e o tórax e não tem espinhos. Os olhos são pequenos e possuem em média 32 omatídeos. Possui segmentos antenais em um clube distinto, com três segmentos progressivamente mais longos.

## Ciclo de Vida e Hábitos
A rainha da formiga-faraó pode botar centenas de ovos durante sua vida. A maioria bota de 10 a 12 ovos por lote, nos primeiros dias de produção de ovos e somente quatro a sete ovos por lote mais tarde. A 27 °C e 80% de umidade relativa, os ovos eclodem em cinco a sete dias. O período larval é de 18 a 19 dias, período de pré-pupa três dias e período pupal nove dias. Cerca de mais quatro dias são necessários para produzir formas sexuais femininas e masculinas. Desde o ovo até a maturidade leva cerca de 38 a 45 dias dependendo da temperatura e umidade relativa. Elas se reproduzem continuamente durante todo o ano em edifícios aquecidos e o acasalamento ocorre no ninho. Colônias maduras contêm várias rainhas e machos alados, os trabalhadores, os ovos, larvas, pré-pupa e pupa.
Formigas-faraó envolvem em um padrão de comportamento conhecido como "fracionamento", ou, mais comumente, "florescer". Parte da colônia migra para um novo local. Os ninhos podem ser muito pequenos, situados entre duas folhas de papel, nas roupas, móveis, alimentos etc. Os ninhos geralmente são feitos em vazios de parede, sob os pavimentos, atrás de rodapés, em ambientes que contenham lixo, sob pedras, no cimento ou vazios muro de pedra, em linhos, luminárias etc. Preferem áreas escuras, quentes perto de tubulações de água quente e fitas de aquecimento, banheiros, cozinhas, unidades de cuidados intensivos, salas de operação, etc. Muitas vezes são encontrados em forragem, ralos, sanitários, lavatórios, louça e outros locais insalubres, bem como em embalagens fechadas, sistemas de gotejamento intravenoso, em feridas cirúrgicas, alimentos e equipamentos médicos.

## Extermínio
Formigas-faraó podem ser exterminadas colocando iscas, compostas por pedaços de fígado misturados com ácido bórico, em lugares onde há trilhas de formigas. Faz-se necessário renovar as iscas uma ou duas vezes. Recomenda-se não para exterminar com sprays e pó, porque isso fará com que elas se dispersem.